# Eupteryx kama
Eupteryx kama är en insektsart som beskrevs av Irena Dworakowska 1978. Eupteryx kama ingår i släktet Eupteryx och familjen dvärgstritar. Inga underarter finns listade i Catalogue of Life.